# Фёдоров, Анатолий Николаевич
Анатолий Николаевич Фёдоров (26 сентября 1961 — 9 мая 2015, Москва, Российская Федерация) — советский и российский спортсмен и тренер по стрелковому спорту.

## Биография
Чемпион мира по стендовой стрельбе на круглом стенде (1981), чемпион Европы (1981), семикратный чемпион СССР, чемпион России (1996), мастер спорта СССР международного класса.
По завершении спортивной карьеры, с 1997 года начал работать в органах внутренних дел, ушёл в отставку в звании майора милиции.
В 2009 году он году перешёл на тренерскую работу, тренировал двух своих сыновей — Александра (на тот момент мастер спорта России) и Анатолия (на тот момент перворазрядник). За очень короткий срок он сумел перевести перворазрядника Анатолия в мастера спорта, спустя ещё год он подготовил его к дебютному чемпионату мира, который тот неожиданно для всех выиграл. Это была действительно историческая победа, ведь последним чемпионом мира в упражнении скит в 1981 году был сам Анатолий Фёдоров и после него в течение 30 лет этот титул никому из отечественных стрелков не покорялся.
Так же под его руководством в сборной команде России по стендовой стрельбе многие юниоры завоевывали титулы чемпионов мира и Европы и другие значимые титулы на международных соревнованиях,
У Анатолия так же есть две дочери,Ольга и Евгения.
Скончался 9 мая 2015 года в Москве, его сын Анатолий продолжает спортивную карьеру, сын Александр перешёл на работу в систему сборной России по стендовой стрельбе.